# 韓式墨西哥夾餅

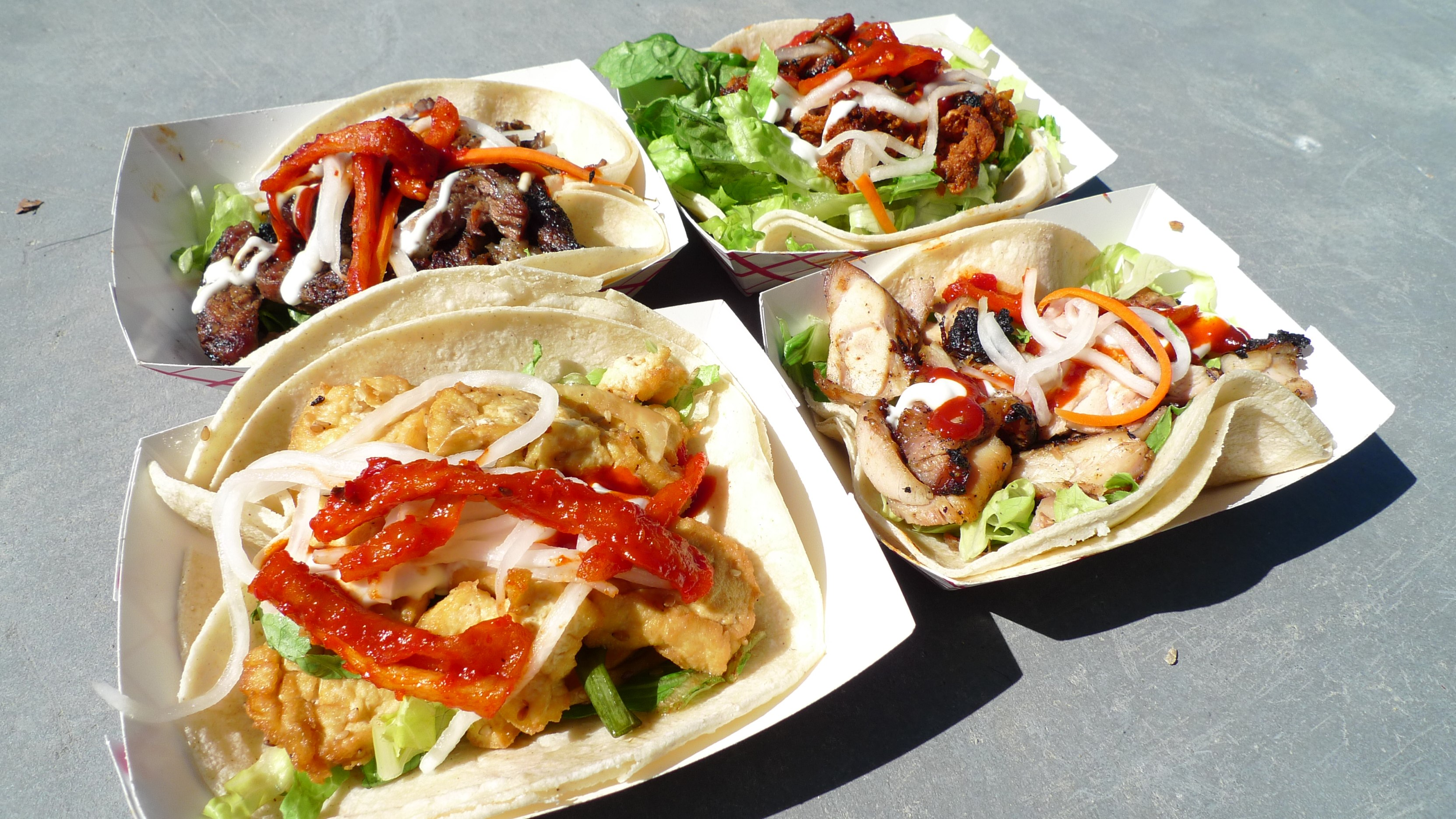
旧金山“首尔卡车”上的韓式墨西哥夾餅

韩式墨西哥夹饼是一种在美加多地流行的韩墨融合菜。韓式墨西哥夾餅起源于洛杉矶，通常作为街头食品，将韩国菜色（如烤肉和泡菜）至于传统墨西哥小玉米饼上。韩式墨西哥卷饼与之类似，惟采用较大的面粉玉米饼。

## 背景
尽管各家餐馆偶尔提供所谓“韩式墨西哥夹饼”，但这道菜的流行通常可以追溯到洛杉矶的食品卡车Kogi朝鲜烤肉所有权者在Twitter发布的计划。马克·曼圭格在洛杉矶韩国街寻找carne asada墨西哥夹饼失败后萌生了研发韩式墨西哥夹饼的想法。Kogi开业头年，就得到约二百万美元营收。 
韩式墨西哥夹饼卡车后来出现在俄勒冈州波特兰（“KOI Fusion”卡车）、德克萨斯州奥斯汀（Chi'Lantro烤肉卡车）和华盛顿西雅图（“Marination Mobile”，其韩式辣猪肉墨西哥夹饼使该卡车荣获早安美国“美国最佳食品卡车”荣誉）。本菜2009年在旧金山金门公园Namu餐厅的“Happy Belly”食品车（后迁址至旧金山渡轮大楼农贸市场食品摊）上流行开来。这道菜的受欢迎程度促使主流快餐连锁店Baja Fresh在加利福尼亚对韩式墨西哥夹饼进行市场测试，并计划将这道菜介绍到全美数百个地点。
2010年4月，《Food & Wine》杂志将Kogi's前厨师罗伊·崔评为“年度最佳新厨师”。崔因此成为首位获得“年度最佳新厨师”提名的食品卡车厨师。